# انرژی زغال سنگ در ایالات متحده

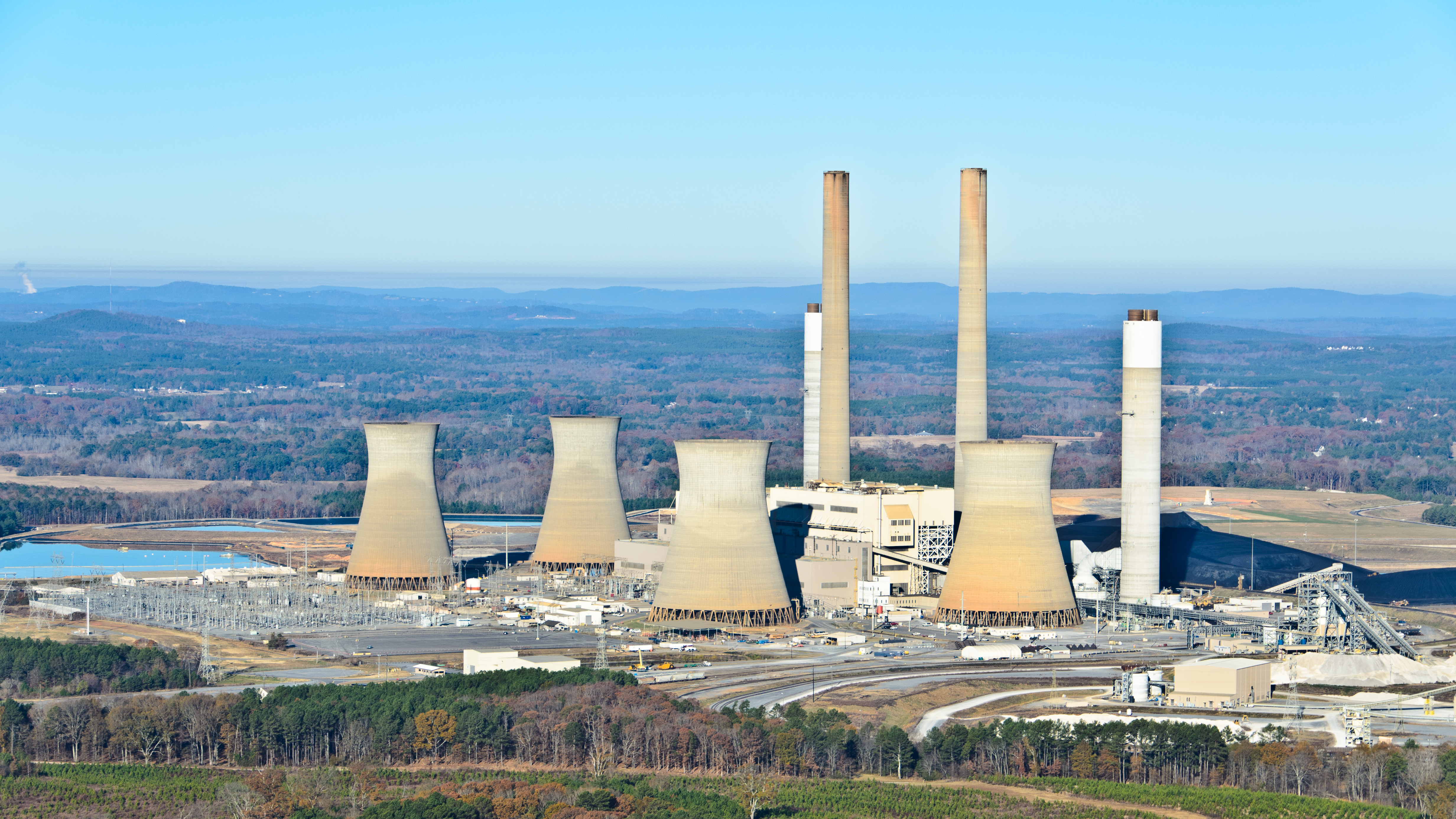
کارخانه بوون، سومین نیروگاه بزرگ زغال سنگ در ایالات متحده است.

منابع تولید برق در سال 2016.

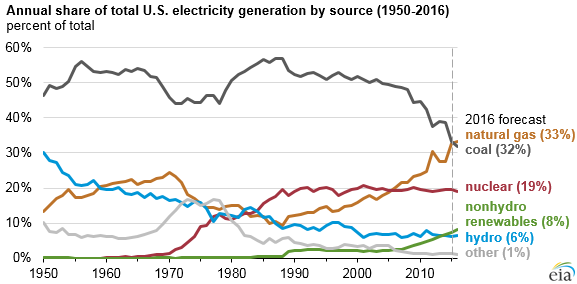
تولید برق زغال سنگ (خط سیاه)، در مقایسه با سایر منابع، 1949-2016

در سال ۲۰۲۲ حدود ۱۹٫۵ درصد از برق در تأسیسات صنعتی در ایالات متحده با زغال سنگ تولید شده‌است که از ۳۸٫۶ درصد از تولید سال 2014 و ۵۱ درصد از سال ۲۰۰۱ کاهش یافته‌است. در سال ۲۰۲۱، زغال سنگ ۹٫۵ بیلیارد بی‌تی‌یو (۲٬۸۰۰ تراوات-ساعت) انرژی اولیه نیروگاه‌های برق را تولید کرد، که ۹۰ درصد از سهم مصرف زغال سنگ در ایالات متحده را تشکیل می‌دهد. شرکت‌های آب و برق بیش از ۹۰ درصد زغال سنگ مصرف شده در ایالات متحده را خریداری می‌کنند.
در سال ۲۰۲۲ بیش از ۲۰۰ واحد نیروگاهی زغال سنگ در سراسر ایالات متحده وجود داشت. کارخانه‌های زغال سنگ از دهه ۲۰۱۰ به دلیل ارزان‌تر و پاک تر بودن گاز طبیعی و انرژی‌های تجدید پذیر، شروع به تعطیلی کرده‌اند. امروزه با توجه به تمهیداتی مانند اسکرابرها، آلودگی هوا افراد بسیار کمتری را می‌کشد، اما مرگ و میر ناشی از ذرات کوگتر از ۲٫۵ میکرومتر (PM 2.5) در سال ۲۰۲۰، حدود ۱۶۰۰ نفر تخمین زده شده‌است. فعالان محیط زیست می‌گویند که برای بستن سریعتر آن‌ها با هدف کاهش انتشار گازهای گلخانه ای توسط ایالات متحده و محدود کردن انتشار گازهای گلخانه ای، اقدامات سیاسی لازم است.
در ایالات متحده زغال سنگ برای تولید برق از زمانی که ادیسون در سال ۱۸۸۲ یک کارخانه در شهر نیویورک ساخت، استفاده شده‌است.
اولین نیروگاه برق متناوب (AC) در سال ۱۹۰۲ توسط جنرال الکتریک در ارنفلد، پنسیلوانیا افتتاح شد و به شرکت زغال سنگ و کک وبستر خدمات ارائه می‌کرد. در اواسط قرن بیستم، زغال سنگ به سوخت اصلی برای تولید برق در ایالات متحده تبدیل شد. افزایش مداوم و طولانی مدت تولید برق با سوخت زغال سنگ پس از سال ۲۰۰۷ به سمت کاهش رفت. این کاهش با افزایش دسترسی به گاز طبیعی، کاهش مصرف، نفوذ انرژی‌های تجدیدپذیر و مقررات زیست‌محیطی سختگیرانه‌تر مرتبط است. آژانس حفاظت از محیط زیست برای مقابله با آلودگی جیوه، مه دود و گرمایش زمین، محدودیت‌هایی را برای نیروگاه‌های زغال سنگی ایجاد کرده‌است.

## روندها، مقایسه‌ها و پیش‌بینی‌ها
میانگین سهم برق تولیدی از زغال سنگ در ایالات متحده، از ۵۲٫۸ درصد در سال ۱۹۹۷ به ۱۹٫۷ درصد در سال ۲۰۲۲ کاهش یافته‌است.
در سال ۲۰۱۷، در تأسیسات تولید برق سراسر ایالات متحده، ۳۵۹ واحد زغال سنگی وجود داشت که ظرفیت اسمی کل آن‌ها ۲۵۶ گیگاوات بود که در مقایسه با سال ۲۰۰۰، تعداد آن‌ها ۱۰۲۴ واحد با توان اسمی ۲۷۸ گیگاوات بوده‌است. میانگین واقعی برق تولید شده از زغال سنگ در سال ۲۰۰۶ برابر ۲۲۷٫۱ گیگاوات (۱۹۹۱ تراوات ساعت در سال) بود، که بالاترین میزان در جهان و هنوز کمی جلوتر از چین (۱۹۵۰ تراوات ساعت در سال) در آن زمان بود.
در سال ۲۰۰۰، متوسط تولید برق ایالات متحده از زغال سنگ ۲۲۴٫۳ گیگاوات (۱۹۶۶ تراوات ساعت در آن سال) بود. در سال ۲۰۰۶، تولید برق ایالات متحده، مقدار ۱۰۲۷ میلیون تن متریک یا ۹۲٫۳ درصد از زغال سنگ استخراج شده در ایالات متحده را مصرف کرد.

انرژی‌های تجدیدپذیر برای اولین بار در سال ۲۰۲۲ از انرژی مبتنی بر زغال سنگ فراتر رفت

به دلیل فراگیری نفت شیل، مصرف زغال سنگ از سال ۲۰۰۹ کاهش یافت. در سه‌ماهه اول سال ۲۰۱۲، استفاده از زغال سنگ برای تولید برق به میزان قابل توجهی یعنی ۲۱ درصد نسبت به سال ۲۰۱۱ کاهش یافت. طبق گزارش اداره اطلاعات انرژی ایالات متحده، ۲۷ گیگاوات ظرفیت ژنراتورهای زغال سنگی از تعداد ۱۷۵ نیروگاه زغال سنگی، بین سال‌های ۲۰۱۲ تا ۲۰۱۶ از مدار می‌شود.
گاز طبیعی افزایش مشابهی را نشان داد و نسبت به سال ۲۰۱۱ یک سوم افزایش یافت. سهم زغال سنگ از تولید برق به کمی بیش از ۳۶ درصد کاهش یافت. استفاده از زغال سنگ تا نوامبر ۲۰۱۵، با سهم حدود ۳۳٫۶ درصد، به سرعت در حال کاهش است.
نیروگاه‌های زغال‌سنگی به‌طور عمده نیروگاه‌های بار پایه با نرخ بهره‌برداری ۵۰ تا ۶۰ درصد (نسبت به ساعات بار کامل) هستند.
به دنبال اجرای قانون آلودگی هوا بین ایالتی (CSAP) توسط آژانس حفاظت از محیط زیست (EPA)، شرکت‌های آب و برق، نیروگاه‌های قدیمی زغال‌سنگی را تعطیل و از مدار خارج کرده‌اند. میزان خاموشی و کاهش بهره‌برداری به عواملی مانند قیمت آتی گاز طبیعی و هزینه نصب تجهیزات کنترل آلودگی بستگی دارد. با این حال، از سال ۲۰۱۳، آینده نیروگاه‌های زغال سنگ در ایالات متحده امیدوار کننده به نظر نمی‌رسید.
در سال ۲۰۱۴ تخمین زده می‌شد که ۴۰ گیگاوات دیگر از ظرفیت زغال‌سنگی تا سال ۲۰۲۰ از مدار خارج می‌شود که این علاوه بر حدود ۲۰ گیگاواتی بود که تا سال ۲۰۱۴ برچیده شده بود. این امر به شدت ناشی از رقابت گاز طبیعی ارزان قیمت با زغال سنگ، و استانداردهای جیوه و سموم هوا (MATS) EPA است، که بر اساس آن لازم است کاهش قابل توجهی در انتشار جیوه، گازهای اسیدی و فلزات سمی صورت گیرد.
بیش از ۱۳ گیگاوات نیروگاه زغال سنگی ساخته شده بین سال‌های ۱۹۵۰ و ۱۹۷۰، در سال ۲۰۱۵ بازنشسته شدند که به‌طور متوسط ۱۳۳ مگاوات در هر نیروگاه بود.
در تگزاس، کاهش قیمت گاز طبیعی ضریب ظرفیت ۷ نیروگاه زغال سنگی این ایالت (حداکثر ۸ گیگاوات) را کاهش داده‌است و آنها حدود یک چهارم برق ایالت را تأمین می‌کنند.
ممکن است هزینه حمل و نقل زغال سنگ در هر تن با قطار حدود ۲۰ دلار و در هر تن بی بارج و کامیون، ۵ تا ۶ دلار باشد. در سال ۲۰۱۵ نتایج یک مطالعه توسط کنسرسیومی از سازمان‌های زیست‌محیطی نشان داد که یارانه‌های دولت ایالات متحده برای تولید زغال سنگ حدود ۸ دلار در هر تن برای حوضه رودخانه پودر است.
در سال ۲۰۱۸، ۱۶ ایالت از ۵۰ ایالت فدرال ایالات متحده برای تأمین برق عمومی (کالیفرنیا، آیداهو، ماساچوست، رود آیلند و ورمونت) از هیچ زغال سنگی استفاده نکردند، یا کمتر از ۵ درصد مصرف زغال سنگ (کانکتیکات، مین، نیوهمپشایر، نیوجرسی، نیویورک، دلاور) یا بین ۵ تا ۱۰٪ (آلاسکا، نوادا، می‌سی‌سی‌پی، اورگان و ایالت واشینگتن) مصرف داشتند.

## اثرات زیست‌محیطی
در ایالات متحده، سه نیروگاه زغال سنگ، بیشترین انتشار هوای سمی را در سال ۲۰۰۱ گزارش کردند:
- نیروگاه برق بخار روکسبورو دوک انرژی در سمورا، کارولینای شمالی. این نیروگاه چهار واحدی با توان ۲۴۶۲ مگاوات یکی از بزرگ‌ترین نیروگاه‌های ایالات متحده است.
- نیروگاه کیستون ریلاینت انرژی در شلکوتا، پنسیلوانیا.
- نیروگاه تولید برق بخار بوون جورجیا پاور در کارترسویل، جورجیا.

آژانس حفاظت از محیط زیست، ۴۴ موقعیت را به عنوان خطرات بالقوه برای جوامع طبقه‌بندی کرد، به این معنی که اگر رویدادی مانند طوفان یا خرابی ساختاری باعث نشت شود، این مکان‌ها می‌توانند باعث مرگ و خسارت مالی قابل توجهی شوند.
آن‌ها تخمین می‌زنند که حدود ۳۰۰ محل دفن زباله خشک و حوضچه ذخیره مرطوب در سراسر کشور برای ذخیره خاکستر نیروگاه‌های زغال سنگ استفاده می‌شود. این تأسیسات ذخیره‌سازی برای کاهش آلودگی هوا، مواد غیرقابل احتراق زغال سنگ و خاکستر را که توسط تجهیزات آنها به دام افتاده‌است، نگهداری می‌کند.

### باران اسیدی
محصولات جانبی نیروگاه‌های زغال سنگی با باران اسیدی مرتبط هستند.

#### انتشار دی‌اکسید گوگرد
۸۶ نیروگاه زغال سنگی دارای ظرفیت ۱۰۷٫۱ گیگاوات یا ۹٫۹ درصد از کل ظرفیت الکتریکی ایالات متحده هستند، آنها در سال ۲۰۰۶، مقدار ۵٬۳۸۹٬۵۹۲ تن دی‌اکسید گوگرد منتشر کردند که معادل ۲۸٫۶٪ از کل مقدار انتشار این گاز از همه منابع است.

### ردپای کربن: انتشار دی‌اکسید کربن (CO2)
گازهای انتشار یافته و حاصل از تولید الکتریسیته، بیشترین سهم گازهای گلخانه ای ایالات متحده یعنی ۳۸٫۹ درصد از تولید دی‌اکسید کربن ایالات متحده در سال ۲۰۰۶ (با انتشار گازهای گلخانه ای نزدیک به ۳۱ درصد) را به خود اختصاص داده‌است.
اگرچه انرژی زغال سنگ تنها ۴۹ درصد از تولید برق ایالات متحده را در سال ۲۰۰۶ به اختصاص داد، اما مسئول ۸۳ درصد از انتشار دی اکسیذ کربن ناشی از تولید برق در آن سال یا ۱۹۷۰ تن گازهای گلخانه ای بود. ۱۳۰ میلیون تن دیگر توسط سایر کاربردهای صنعتی زغال‌سوز آزاد شد.

### آلودگی جیوه
نیروگاه‌های تولید برق زغال‌سنگ ایالات متحده که متعلق به شرکت‌های آب و برق هستند، در سال ۱۹۹۹ حدود ۴۸ تن جیوه منتشر کردند که بزرگ‌ترین منبع آلودگی جیوه ساخته دست بشر در ایالات متحده بود
در سال‌های ۹۶–۱۹۹۵، این میزان ۳۲٫۶ درصد از کل جیوه را تشکیل می‌داد. علاوه بر این، ۱۳٫۱٪ توسط بویلرهای صنعتی و تجاری و ۰٫۳٪ توسط بویلرهای مسکونی منتشر شد، که کل آلودگی جیوه ایالات متحده ناشی از احتراق زغال سنگ را به ۴۶ درصد از منابع انتشار یافته جیوه در آمریکا رساند.
در مقابل، نیروگاه‌های زغال سنگ چین در سال ۱۹۹۹، حدود ۲۰۰ ± ۹۰ تن جیوه منتشر کردند که حدود ۳۸ درصد از انتشار جیوه تولید شده توسط انسان در چین بود (۴۵ درصد دیگر از ذوب فلزات غیرآهنی منتشر می‌شد). جیوه موجود در گازهای آلاینده نیروگاهی‌ها را می‌توان با استفاده از کربن فعال کاهش داد.

## مناظره‌های عمومی

### مدافعان
در سال ۲۰۰۷ کارزار تبلیغاتی برای کسب نظر موافق افکار عمومی در مورد انرژی زغال سنگ با عنوان قدرت آمریکا راه اندازی شد. این کار توسط ائتلاف آمریکایی برای برق زغال سنگ پاک (که در آن زمان به عنوان آمریکایی‌ها برای انتخاب انرژی متعادل شناخته می‌شد) انجام شد که یک سازمان طرفدار استفاده از زغال سنگ بود و در سال ۲۰۰۰ شروع به کار کرد.

### مخالفان
در مواجهه با افزایش تقاضای برق در طول دهه ۲۰۰۰، ایالات متحده شاهد «روند رو به رشد مخالفت در برابر نیروگاه‌های زغال سنگی» بوده‌است.
در سال ۲۰۰۵، نیروگاه ۷۹۰ مگاواتی موهاوه به دلیل عدم اجرای مقررات کنترل آلودگی به دستور دادگاه بسته شد. در سال ۲۰۰۶ تا ۲۰۰۷ ابتدا یک نگرش صعودی در بازار نسبت به زغال سنگ با انتظار موج جدیدی از این نوع نیروگاه‌ها وجود داشت، اما موانع سیاسی و نگرانی‌های مربوط به آلودگی هوا به‌طور تصاعدی تشدید شد، که به برنامه نیروگاه‌های نسل جدید آسیب رساند و نیروگاه‌های قدیمی را تحت فشار قرار داد. در سال ۲۰۰۷، تعداد ۵۹ نیروگاه زغال سنگ پیشنهاد شده به دلیل موانع مالی، تصمیمات نظارتی، احکام قضایی و قوانین جدید گرمایش جهانی، از سوی حامیان مالی لغو، رها یا متوقف شدند.
کارزار (Stop Coal) با اشاره به نگرانی از گرم شدن کره زمین خواستار توقف ساخت هر نیروگاه زغال سنگ جدید و حذف تدریجی تمام نیروگاه‌های موجود شده‌است. برخی دیگر خواستار وضع مالیات بر کربن و الزام جدا و ذخیره‌سازی کربن برای تمام نیروگاه‌های زغال سنگ شده‌اند.

## آمار
| سال                    | کل                     | % از کل                | Jan     | Feb     | Mar     | Apr     | May     | Jun     | Jul     | Aug     | Sep     | Oct     | Nov     | Dec     |
| ---------------------- | ---------------------- | ---------------------- | ------- | ------- | ------- | ------- | ------- | ------- | ------- | ------- | ------- | ------- | ------- | ------- |
| ۲۰۰۱                   | ۱٬۹۰۳٬۹۵۶              | ۵۰٫۹۵٪                 | ۱۷۷٬۲۸۷ | ۱۴۹٬۷۳۵ | ۱۵۵٬۲۶۹ | ۱۴۰٬۶۷۱ | ۱۵۱٬۵۹۳ | ۱۶۲٬۶۱۶ | ۱۷۹٬۰۶۰ | ۱۸۳٬۱۱۶ | ۱۵۴٬۱۵۸ | ۱۴۸٬۹۳۱ | ۱۴۴٬۱۱۷ | ۱۵۷٬۴۰۲ |
| ۲۰۰۲                   | ۱٬۹۳۳٬۱۳۰              | ۵۰٫۱٪                  | ۱۶۴٬۳۵۸ | ۱۴۳٬۰۴۹ | ۱۵۱٬۴۸۶ | ۱۴۲٬۳۰۵ | ۱۵۱٬۴۰۶ | ۱۶۴٬۶۶۸ | ۱۸۳٬۱۹۵ | ۱۷۹٬۹۵۵ | ۱۶۵٬۳۶۶ | ۱۵۹٬۰۹۹ | ۱۵۶٬۰۵۴ | ۱۷۲٬۱۹۰ |
| ۲۰۰۳                   | ۱٬۹۷۳٬۷۳۷              | ۵۰٫۸۳٪                 | ۱۸۱٬۳۱۳ | ۱۵۶٬۹۸۲ | ۱۵۵٬۰۰۲ | ۱۴۱٬۹۶۰ | ۱۵۰٬۲۶۳ | ۱۶۲٬۲۸۵ | ۱۸۱٬۸۵۲ | ۱۸۵٬۳۳۲ | ۱۶۴٬۹۱۰ | ۱۵۹٬۳۲۳ | ۱۵۸٬۲۲۳ | ۱۷۶٬۲۹۱ |
| ۲۰۰۴                   | ۱٬۹۷۸٬۳۰۱              | ۴۹٫۸۲٪                 | ۱۸۰٬۶۵۷ | ۱۶۱٬۵۰۳ | ۱۵۴٬۲۸۸ | ۱۴۱٬۴۷۱ | ۱۵۷٬۰۷۶ | ۱۶۷٬۶۴۲ | ۱۸۱٬۴۹۲ | ۱۷۸٬۱۸۱ | ۱۶۴٬۲۵۳ | ۱۵۷٬۶۰۵ | ۱۵۷٬۴۳۶ | ۱۷۶٬۷۵۵ |
| ۲۰۰۵                   | ۲٬۰۱۲٬۸۷۳              | ۴۹٫۶۳٪                 | ۱۷۷٬۰۱۴ | ۱۵۵٬۸۱۸ | ۱۶۳٬۶۱۳ | ۱۴۳٬۰۸۳ | ۱۵۳٬۹۵۸ | ۱۷۴٬۸۶۷ | ۱۸۶٬۰۹۱ | ۱۸۷٬۵۷۴ | ۱۷۱٬۶۵۶ | ۱۶۲٬۴۳۷ | ۱۵۸٬۷۹۸ | ۱۷۷٬۹۶۵ |
| ۲۰۰۶                   | ۱٬۹۹۰٬۵۱۱              | ۴۸٫۹۷٪                 | ۱۶۹٬۲۳۶ | ۱۵۸٬۶۱۶ | ۱۶۱٬۳۲۵ | ۱۴۱٬۴۲۶ | ۱۵۷٬۰۱۰ | ۱۶۹٬۶۹۳ | ۱۸۷٬۸۲۱ | ۱۸۹٬۴۵۵ | ۱۶۱٬۵۹۰ | ۱۶۱٬۳۹۰ | ۱۵۹٬۴۴۰ | ۱۷۳٬۵۰۹ |
| ۲۰۰۷                   | ۲٬۰۱۶٬۴۵۶              | ۴۸٫۵۱٪                 | ۱۷۵٬۷۳۹ | ۱۶۳٬۶۰۳ | ۱۵۹٬۸۱۱ | ۱۴۶٬۲۵۰ | ۱۵۷٬۵۱۳ | ۱۷۳٬۵۱۳ | ۱۸۵٬۰۵۴ | ۱۹۰٬۱۳۵ | ۱۶۹٬۳۹۱ | ۱۶۲٬۲۳۴ | ۱۵۹٬۳۸۲ | ۱۷۳٬۸۳۰ |
| ۲۰۰۸                   | ۱٬۹۸۵٬۸۰۱              | ۴۸٫۲۱٪                 | ۱۸۲٬۸۷۶ | ۱۶۶٬۶۶۶ | ۱۶۰٬۷۴۳ | ۱۴۶٬۹۸۳ | ۱۵۴٬۹۱۶ | ۱۷۱٬۰۴۳ | ۱۸۶٬۷۳۳ | ۱۸۰٬۵۷۶ | ۱۶۱٬۳۵۶ | ۱۵۱٬۸۴۱ | ۱۵۴٬۲۸۱ | ۱۶۷٬۷۸۶ |
| ۲۰۰۹                   | ۱٬۷۵۵٬۹۰۴              | ۴۴٫۴۵٪                 | ۱۷۱٬۹۲۵ | ۱۴۰٬۹۱۶ | ۱۳۵٬۵۳۰ | ۱۲۵٬۹۳۵ | ۱۳۱٬۶۷۳ | ۱۴۸٬۰۸۷ | ۱۵۸٬۲۳۴ | ۱۶۳٬۲۶۰ | ۱۳۷٬۱۴۵ | ۱۳۹٬۹۵۶ | ۱۳۶٬۸۱۰ | ۱۶۶٬۴۳۴ |
| ۲۰۱۰                   | ۱٬۸۴۷٬۲۹۰              | ۴۴٫۷۸٪                 | ۱۷۳٬۳۲۰ | ۱۵۳٬۰۴۴ | ۱۴۴٬۴۰۶ | ۱۲۶٬۹۵۲ | ۱۴۳٬۲۷۲ | ۱۶۵٬۴۹۱ | ۱۷۹٬۶۰۰ | ۱۷۷٬۷۴۵ | ۱۴۸٬۷۴۶ | ۱۳۲٬۲۷۰ | ۱۳۵٬۱۸۵ | ۱۶۷٬۲۵۸ |
| ۲۰۱۱                   | ۱٬۷۳۳٬۴۳۰              | ۴۲٫۲۷٪                 | ۱۷۰٬۸۰۳ | ۱۳۸٬۳۱۱ | ۱۳۴٬۸۴۵ | ۱۲۴٬۴۸۸ | ۱۳۷٬۱۰۲ | ۱۵۸٬۰۵۵ | ۱۷۶٬۵۸۶ | ۱۷۱٬۲۸۱ | ۱۴۰٬۹۴۱ | ۱۲۶٬۶۲۷ | ۱۲۱٬۴۶۳ | ۱۳۲٬۹۲۹ |
| ۲۰۱۲                   | ۱٬۵۱۴٬۰۴۳              | ۳۷٫۴٪                  | ۱۲۹٬۰۹۱ | ۱۱۳٬۸۷۲ | ۱۰۵٬۵۲۶ | ۹۶٬۲۸۵  | ۱۱۵٬۹۸۳ | ۱۳۱٬۲۶۱ | ۱۶۰٬۴۵۰ | ۱۵۲٬۱۸۱ | ۱۲۵٬۵۸۹ | ۱۲۰٬۹۹۹ | ۱۲۸٬۷۲۷ | ۱۳۴٬۰۷۹ |
| ۲۰۱۳                   | ۱٬۵۸۱٬۱۱۵              | ۳۸٫۸۹٪                 | ۱۳۸٬۱۰۵ | ۱۲۳٬۵۴۷ | ۱۳۰٬۶۳۴ | ۱۱۱٬۸۳۵ | ۱۱۹٬۵۱۳ | ۱۳۸٬۲۸۳ | ۱۵۲٬۸۶۷ | ۱۴۹٬۴۲۶ | ۱۳۳٬۱۱۰ | ۱۲۰٬۹۹۶ | ۱۲۰٬۹۴۰ | ۱۴۱٬۸۶۰ |
| ۲۰۱۴                   | ۱٬۵۸۱٬۷۱۰              | ۳۸٫۶۴٪                 | ۱۵۷٬۰۹۷ | ۱۴۳٬۲۹۴ | ۱۳۶٬۴۴۳ | ۱۰۹٬۲۸۱ | ۱۱۸٬۷۸۶ | ۱۳۷٬۵۷۷ | ۱۴۹٬۶۲۷ | ۱۴۸٬۴۵۲ | ۱۲۶٬۱۱۰ | ۱۱۱٬۲۹۶ | ۱۱۹٬۱۲۷ | ۱۲۴٬۶۲۰ |
| ۲۰۱۵                   | ۱٬۳۵۲٬۳۹۸              | ۳۳٫۱۷٪                 | ۱۳۲٬۴۵۱ | ۱۲۶٬۹۷۷ | ۱۰۸٬۴۸۸ | ۸۸٬۹۸۹  | ۱۰۴٬۵۸۵ | ۱۲۵٬۶۷۳ | ۱۳۹٬۱۰۰ | ۱۳۴٬۶۷۰ | ۱۱۷٬۹۸۶ | ۹۶٬۷۵۹  | ۸۷٬۲۲۷  | ۸۹٬۴۹۵  |
| ۲۰۱۶                   | ۱٬۲۳۹٬۱۴۹              | ۳۰٫۴٪                  | ۱۱۳٬۴۵۹ | ۹۲٬۷۰۵  | ۷۲٬۱۷۳  | ۷۲٬۱۱۳  | ۸۱٬۶۹۵  | ۱۱۶٬۰۳۴ | ۱۳۶٬۳۱۶ | ۱۳۵٬۶۳۵ | ۱۱۴٬۱۱۸ | ۹۹٬۱۹۴  | ۸۶٬۹۴۰  | ۱۱۸٬۷۴۷ |
| ۲۰۱۷                   | ۱٬۲۰۵٬۸۳۵              | ۲۹٫۸۹٪                 | ۱۱۵٬۳۳۳ | ۸۶٬۸۲۲  | ۸۹٬۳۶۵  | ۸۱٬۳۳۵  | ۹۲٬۷۷۷  | ۱۰۷٬۵۰۸ | ۱۲۷٬۶۹۸ | ۱۱۹٬۴۸۸ | ۹۸٬۲۰۲  | ۸۹٬۷۷۶  | ۹۰٬۹۸۶  | ۱۰۶٬۵۴۵ |
| ۲۰۱۸                   | ۱٬۱۴۹٬۴۸۷              | ۲۷٫۵۱٪                 | ۱۱۹٬۲۸۴ | ۸۲٬۰۵۰  | ۸۰٬۶۲۶  | ۷۳٬۳۴۶  | ۸۵٬۲۲۷  | ۱۰۱٬۵۰۳ | ۱۱۵٬۳۷۶ | ۱۱۵٬۱۲۹ | ۹۶٬۵۴۴  | ۸۷٬۲۶۴  | ۹۲٬۸۱۹  | ۱۰۰٬۳۱۹ |
| ۲۰۱۹                   | ۹۶۴٬۹۵۷                | ۲۳٫۳۸٪                 | ۱۰۰٬۹۰۵ | ۷۹٬۹۲۹  | ۷۸٬۳۵۲  | ۵۹٬۹۲۲  | ۷۱٬۸۸۵  | ۷۸٬۵۴۰  | ۱۰۰٬۷۷۱ | ۹۴٬۰۴۰  | ۸۵٬۷۰۷  | ۶۶٬۷۷۷  | ۷۵٬۵۴۹  | ۷۲٬۵۸۱  |
| ۲۰۲۰                   | ۷۷۳٬۳۹۳                | ۱۹٫۳٪                  | ۶۵٬۱۴۰  | ۵۶٬۲۰۱  | ۵۰٬۷۳۱  | ۴۰٬۶۷۵  | ۴۶٬۵۲۷  | ۶۵٬۲۸۳  | ۸۹٬۷۰۹  | ۹۱٬۱۴۵  | ۶۸٬۴۰۷  | ۵۹٬۸۰۵  | ۶۱٬۱۸۲  | ۷۸٬۵۸۸  |
| ۲۰۲۱                   | ۸۹۷٬۹۹۹                | ۲۱٫۸۵٪                 | ۸۱٬۲۴۰  | ۸۷٬۴۷۰  | ۶۱٬۹۰۴  | ۵۳٬۹۵۶  | ۶۳٬۸۷۳  | ۸۷٬۲۶۵  | ۱۰۱٬۵۳۷ | ۱۰۱٬۸۵۵ | ۷۸٬۸۷۷  | ۶۲٬۵۷۲  | ۵۷٬۴۲۶  | ۶۰٬۰۲۵  |
| ۲۰۲۲                   | ۸۳۱٬۵۱۲                | ۱۹٫۶۵٪                 | ۸۷٬۵۸۸  | ۷۰٬۹۶۶  | ۶۱٬۰۱۹  | ۵۵٬۳۲۹  | ۶۲٬۵۳۲  | ۷۳٬۴۶۳  | ۸۶٬۴۱۵  | ۸۵٬۲۱۵  | ۶۴٬۹۹۸  | ۵۴٬۲۲۸  | ۵۶٬۳۷۷  | ۷۳٬۳۸۱  |
| ۲۰۲۳                   | ۵۶۷٬۵۲۹                | ۱۶٫۱۸٪                 | ۶۱٬۲۹۱  | ۴۶٬۴۸۸  | ۵۰٬۰۶۷  | ۴۰٬۰۷۹  | ۴۳٬۸۵۲  | ۵۷٬۶۹۸  | ۷۸٬۹۱۰  | ۷۸٬۱۸۵  | ۶۰٬۰۰۶  | ۵۰٬۹۵۴  |         |         |
| Last entry, % of total | Last entry, % of total | Last entry, % of total | ۱۷٫۶۲٪  | ۱۵٫۰۴٪  | ۱۵٫۱۸٪  | ۱۳٫۳۷٪  | ۱۳٫۳۹٪  | ۱۶٫۱۸٪  | ۱۸٫۵۴٪  | ۱۸٫۴۴٪  | ۱۶٫۷۶٪  | ۱۵٫۴۷٪  | ۱۷٫۵۲٪  | ۲۰٫۳۷٪  |